# Инч
Инч (на английски: inch; на немски: Zoll, международно означение: inch, in или ′′ (двоен прим) е англо-американска единица за дължина (разстояние), една от т. нар. имперски единици. 1 инч е равен на 1/12 (една дванадесета част) от фута; или 1/36 от ярда. Обикновено се счита, че инчът по начало е бил определян като широчината на палеца на възрастен човек. Днес под инч се подразбира използваният в САЩ английски инч (англ. inch), равен на 25,4 mm.
Международната организация по законодателна метрология (МОЗМ) в своите препоръки отнася инча към онези единици за измерване, „които трябва да спрат да се използват колкото се може по-скоро там, където те се използват днес, и които не трябва да се въвеждат в употреба, ако не са били използвани досега.“.
Инч традиционно е основна мерна единица за измерване на детайли, възли и принадлежности в електрониката – дисплеи (монитор), телевизори, смартфони, дискове и дискети и др., както и за измерване на диаметри (на тръби, автомобилни гуми и джанти).

## Други наименования
В различните езици имат свои мерни единици, които също са равни на един инч.
- Цол (от немското zoll)
- Дюйм (от холандската дума duim – палец)